# Трипп Эйзен
Трипп Эйзен (имя при рождении — Тод Рекс Сальвадор; родился 29 июня 1965 года в Пен Аргиле, штат Пенсильвания, США) — американский музыкант и бывший соло-гитарист индастриал-метал-группы Static-X, пришедший на смену Коити Фукуде и являвшийся участником группы с 2001 года по 2005 год. Первых успехов Трипп Эйзен добился в группе Dope. Известен прежде всего своим мрачным сценическим образом (имеющим элементы стиля риветхедов или же киберготов) и необычным поведением на сцене. Также, по его словам, является большим поклонником творчества Айн Рэнд.

## Карьера
Триппа с раннего возраста интересовали такие коллективы, как Rush, Kiss и Ramones, а также многие другие глэм-группы. Чуть позже музыкант активно увлекся Prong, Pantera и Metallica. Именно эти коллективы Эйзен приводит в пример в качестве главных источников вдохновения. Свой творческий путь Трипп начал в составе кавер-группы, где вместе с другими музыкантами исполнял каверы на хиты Kiss.

## Dope (1997—2000)
Группа Dope была образована в 1997 году, когда Эйзен встретился с братьями Эдселом и Саймоном Доупами. Эйзен пригласил друга Престона Нэша играть на барабанах, и группа выступала в клубах Нью-Йорка. В 1998 году Dope подписали контракт с лейблом Flip/Sony records, и Эйзен перешёл с бас—гитары на соло—гитару, пригласив Эйси Слейда — который впервые пригласил Эйзена в Dope несколькими годами ранее — играть на бас-гитаре.
После выхода альбома «Felons and Revolutionaries» (1999) группа активно гастролировала по США и Канаде с такими группами, как Sevendust, Kid Rock, Static-X, Slipknot, Disturbed, Chevelle, Fear Factory, Staind и Элис Купер. За это время Эйзен познакомился с Уэйном Статиком и Джоуи Джордисоном, с которыми ему предстояло сотрудничать в дальнейшем. Эйзен появился в клипах Dope на песни «Sick» и «Everything Sucks» и приобрёл большую известность благодаря своим диким выходкам и сценическому образу. Он расстался с группой в конце 2000 года, обвинив фронтмена Эдсела Допинга в том, что тот не позволил ему записать свои гитарные партии, чтобы не платить ему.

## Murderdolls (1999—2002)
Группа Murderdolls, первоначально созданная Джоуи Джордисоном под названием «the Rejects» в 1995 году. Трипп Эйзен присоединился к «the Rejects» после встречи с Джордисоном в концерном туре 1999 года. Гастролируя в качестве the Rejects до 2002 года группа сменила название на Murderdolls и в том же году выпустила свой дебютный альбом «Beyond the Valley of the Murderdolls». Эйзен покинул группу в 2002 году, чтобы быть заменённым коллегой по группе Dope Эйси Слейдом, сославшись на конфликты между гастрольными планами и его работой над записью со Static-X.

## Static-X (2000—2005)
Эйзен присоединился к группе Static-X в 2000 году, после ухода гитариста Коити Фукуды. Он внёс свой вклад в запись второго альбома Machine, вышедшего в мае 2001 года, а также последующих релизов Shadow Zone (2003) и Start a War (2005).
Эйзен заявил, что ряд треков с альбома 2020 года Static-X Project Regeneration Vol. 1 были написаны им в соавторстве с Уэйном Статиком. Далее он обвинил группу в попытке изменить композиции, чтобы лишить его авторских прав, и сказал, что причиной задержки выхода альбома стал судебный иск, который он подал против группы. В ответ на запрос одного из фанатов в Instagram группа заявила, что Эйзен не принимал никакого участия в создании альбома, за исключением композиционных титров за время его работы в группе.

## Face Without Fear (2019)
В апреле 2019 года Эйзен анонсировал новый проект под названием Face Without Fear с помощью короткого промо-ролика. В состав группы входят Кен «Мантис» Хойт (Crushpile) на вокале, Ти Джей Кук (Methodic) на барабанах, Данте на ритм-гитаре и Ник Следж на басу. Группа выпустила «Deliverance», свой первый сингл, в июне 2019 года. Face Without Fear отыграли свой концертный дебют в августе 2019 года в ночном клубе QXT’s в Ньюарке, штат Нью-Джерси. Группа выпустила свой второй сингл «My Parasite» в марте 2020 года и провела своё первое мероприятие в прямом эфире в июне 2020 года.

## Инцидент с несовершеннолетней и арест
Трипп Эйзен был арестован 10 февраля 2005 по обвинению в уголовном преступлении в округе Ориндж, штат Калифорния, в связи с изнасилованием несовершеннолетней девочки. В это время музыканты Static-X были заняты записью четвёртого альбома, «Start a War». Эйзен был отпущен под залог несколько часов спустя. Двумя неделями позже, 24 февраля 2005, Трипп был снова арестован в Калифорнии детективами, прилетевшими из Нью-Джерси, по обвинению в соблазнении несовершеннолетней через Интернет, похищении человека и сексуальном насилии. Это было второе обвинение в сексуальном насилии над несовершеннолетней, предъявленное Эйзену.
После ареста Эйзена уволили из группы и заменили его первым гитаристом Коити Фукудой. Когда Уэйна Статика спросили об увольнении Триппа, он сказал: «Я говорил, что мы собирались вышибить его из группы. Мы должны были это сделать». Прежний гитарист Коити, по словам Статика, был против увольнения Эйзена из группы, но вскоре Трипп всё же был уволен окончательно. Позже, в одном из интервью, Уэйн Статик упоминал данный инцидент как нечто, доставившее массу проблем лично ему уже после ухода Эйзена.
24 июня 2005, Эйзен признал себя виновным в Калифорнийских обвинениях в незаконных половых сношениях, и был приговорён к году заключения в государственной тюрьме. После расходов в конце февраля к концу сентября 2005 в Калифорнийской тюрьме Эйзен был освобождён и должен для обвинения 7 октября 2005 в Нью-Джерси по обвинениям 24 февраля.
Эйзен вернулся в тюрьму 10 декабря 2008 года после нарушения условно-досрочного освобождения. Он был выпущен на свободу 19 октября 2009 года.

## Дальнейшая деятельность
Доподлинно неизвестно, чем в настоящее время занимается Трипп Эйзен. Ходят слухи, что после проблем с законом у него начались сложности в карьерном плане и поэтому в составе коммерчески успешных коллективов он больше не выступает. Так же не было замечено никакой активности в социальных сетях со стороны Эйзена, это может говорить о том, что музыкант предпочитает сохранять анонимность.
Эйзен был замечен пользователями Instagram в качестве гостя на выставке музыкальных инструментов NAMM Show. Также, пользователем сервиса было опубликовано фото с конвента Monster Mania, на котором Трипп Эйзен запечатлён, как один из посетителей.
В фан-сообществе сайта Вконтакте, посвящённом группе Static-X содержатся видеозаписи, на которых Трипп играет на гитаре и бас-гитаре в составе некой иностранной глэм-метал группы по названию Face Without Fear. Является ли данный коллектив новой группой, в составе которой Эйзен продолжит свою музыкальную карьеру или нет — неизвестно.
23 февраля 2017 года Эйзен дал своё первое интервью более чем за десять лет. В интервью Totally Driven Radio он рассказал о своём аресте и последующем освобождении из тюрьмы:
«Было два случая [с участием двух разных девочек]. Мне пришлось иметь дело и с тем, и с другим. И я прошел через это. […] Люди могут говорить что угодно, но это уже осталось позади где-то там. Это было так давно. Мне довольно трудно вспоминать и говорить об этом. Но я здесь, я жив, у меня всё хорошо, я пережил это, и тот факт, что … Это было трудно. […] Ужасный суд. То, что случилось со мной, было действительно неправильным суждением, ужасными ошибками, которые я совершил, и я заплатил за них определённую цену.»

## Коллективы
Группы в которых он играл: Murderdolls, Static-X, Dope, Ego, Fractured Mirror, Lovesick, The Right, Vamp и Teeze/Roughhouse, Face Without Fear.

## Оборудование
Трипп Эйзен предпочитает гитары фирмы B.C.Rich, в особенности модели «Wave», «Bich» и «Warlock», а также педали Boss GE-7 Equalizer, Boss NS-2 Noise Suppressor и Zoom 505II Multi-FX, усилитель Marshall JCM-2000 DSL100 Head.